# Команда (шаблон проектирования)
Команда (англ. Command) — поведенческий шаблон проектирования, используемый при объектно-ориентированном программировании, представляющий действие. Объект команды заключает в себе само действие и его параметры.

## Цель
Создание структуры, в которой класс-отправитель и класс-получатель не зависят друг от друга напрямую. Организация обратного вызова к классу, который включает в себя класс-отправитель.

## Описание
В объектно-ориентированном программировании шаблон проектирования Команда является поведенческим шаблоном, в котором объект используется для инкапсуляции всей информации, необходимой для выполнения действия или вызова события в более позднее время. Эта информация включает в себя имя метода, объект, который является владельцем метода и значения параметров метода.
Четыре термина всегда связаны с шаблоном Команда: команды (command), приёмник команд (receiver), вызывающий команды (invoker) и клиент (client). Объект Command знает о приёмнике и вызывает метод приёмника. Значения параметров приёмника сохраняются в команде. Вызывающий объект (invoker) знает, как выполнить команду и, возможно, делает учёт и запись выполненных команд. Вызывающий объект (invoker) ничего не знает о конкретной команде, он знает только об интерфейсе. Оба объекта (вызывающий объект и несколько объектов команд) принадлежат объекту клиента (client). Клиент решает, какие команды выполнить и когда. Чтобы выполнить команду он передает объект команды вызывающему объекту (invoker).
Использование командных объектов упрощает построение общих компонентов, которые необходимо делегировать или выполнять вызовы методов в любое время без необходимости знать методы класса или параметров метода. Использование вызывающего объекта (invoker) позволяет вести учёт выполненных команд без необходимости знать клиенту об этой модели учёта (такой учёт может пригодиться, например, для реализации отмены и повтора команд).

## Применение
Шаблон Команда может быть полезен в следующих случаях.
Кнопки пользовательского интерфейса и пункты меню
В Swing и Borland Delphi Action (действие) является объектом команды. В дополнение к способности выполнить нужную команду, Action может иметь связанную с ним иконку, сочетание клавиш, текст всплывающей подсказки и так далее. Кнопка на панели инструментов или пункт меню могут быть полностью инициализированы с использованием только объекта Action.
Запись макросов
Если все действия пользователя представлены в виде объектов команды, программа может записать последовательность действий, просто сохраняя список командных объектов в том порядке, в котором они выполняются. Затем она может «воспроизвести» одни и те же действия, выполняя те же объекты команд в той же последовательности.
Многоуровневая отмена операций (Undo)
Если все действия пользователя в программе реализованы в виде командных объектов, программа может сохранить стек последних выполненных команд. Когда пользователь хочет отменить команду, программа просто выталкивает последний объект команды и выполняет его метод undo().
Сети
Можно отправить объекты команд по сети для выполнения на другой машине, например действие игрока в компьютерной игре.
Индикаторы выполнения
Предположим, что программа имеет последовательность команд, которые она выполняет по порядку. Если каждый объект команды имеет метод getEstimatedDuration() (получить оценочную длительность), программа может легко оценить общую продолжительность процесса. Она может показать индикатор выполнения, который отражает, насколько близка программа к завершению всех задач.
Пулы потоков
Типичный класс пула потоков общего назначения может иметь метод addTask(), который добавляет рабочий элемент к внутренней очереди заданий ожидающих своего выполнения. Он поддерживает пул потоков, которые выполняют команды из очереди. Элементы в очереди являются объектами команд. Как правило, эти объекты реализуют общий интерфейс, такой как java.lang.Runnable, что позволяет пулу потоков запустить команды на выполнение, даже если он сам был написан без каких-либо знаний о конкретных задачах, для которых он будет использоваться.
Транзакции
Аналогично операции «отмена» система управления базами данных (СУБД) или установщик программного обеспечения может хранить список операций, которые были или будут выполнены. Если одна из них закончится неудачей, то все остальные могут быть отменены или быть отброшены (обычно называется откат). Например, если две связанные между собой таблицы базы данных должны быть обновлены, а второе обновление терпит неудачу, то система может откатить транзакцию, чтобы первая таблица не содержала недопустимую ссылку.
Мастера
Часто мастер (мастер установки или любой другой) представляет несколько страниц конфигурации для одного действия, которое происходит только тогда, когда пользователь нажимает на кнопку «Готово» на последней странице. В этих случаях, естественный способ отделить код пользовательского интерфейса от кода приложения является реализация мастера с помощью объекта команд. Объект команда создается при первом отображении мастера. Каждая страница мастера сохраняет свои изменения в объекте команды, поэтому объект заполняется по мере перехода пользователя. Кнопка «Готово» просто запускает метод execute() на выполнение.

## Примеры

### Пример наC++
```
#
include
 
<
iostream
>

#
include
 
<
vector
>

#
include
 
<
string
>

using
 
namespace
 
std
;

class
 
Document

{

   
vector
<
string
>
 
data
;
 

public
:

   
Document
()

   
{

       
data
.
reserve
(
100
);
 
// at least for 100 lines

   
}

   
void
 
Insert
(
 
int
 
line
,
 
const
 
string
 
&
 
str
 
)

   
{

      
if
 
(
 
line
 
<=
 
data
.
size
()
 
)

         
data
.
insert
(
 
data
.
begin
()
 
+
 
line
,
 
str
 
);
 

      
else

         
cout
 
<<
 
"Error!"
 
<<
 
endl
;
 

   
}

   
void
 
Remove
(
 
int
 
line
 
)

   
{

      
if
(
 
!
(
 
line
>
data
.
size
()
 
)
 
)

         
data
.
erase
(
 
data
.
begin
()
 
+
 
line
 
);
 

      
else

         
cout
 
<<
 
"Error!"
 
<<
 
endl
;
 

   
}

   
string
 
&
 
operator
 
[]
 
(
 
int
 
x
 
)

   
{

      
return
 
data
[
x
];
 

   
}

   
void
 
Show
()

   
{

      
for
(
 
int
 
i
 
=
 
0
;
 
i
<
data
.
size
();
 
++
i
 
)

      
{

         
cout
 
<<
 
i
 
+
 
1
 
<<
 
". "
 
<<
 
data
[
i
]
 
<<
 
endl
;
 

      
}

   
}

};

class
 
Command

{

protected
:

   
Document
 
*
 
doc
;
 

public
:

   
virtual
 
~
Command
()
 
{}

   
virtual
 
void
 
Execute
()
 
=
 
0
;
 

   
virtual
 
void
 
unExecute
()
 
=
 
0
;

   
void
 
setDocument
(
 
Document
 
*
 
_doc
 
)

   
{

      
doc
 
=
 
_doc
;
 

   
}

};

class
 
InsertCommand
 
:
 
public
 
Command

{

   
int
 
line
;
 

   
string
 
str
;
 

public
:

   
InsertCommand
(
 
int
 
_line
,
 
const
 
string
 
&
 
_str
 
):
 
line
(
 
_line
 
),
 
str
(
 
_str
 
)
 
{}

   
void
 
Execute
()

   
{

      
doc
->
Insert
(
 
line
,
 
str
 
);
 

   
}

   
void
 
unExecute
()

   
{

      
doc
->
Remove
(
 
line
 
);
 

   
}

};

class
 
Invoker

{

   
vector
<
Command
*>
 
DoneCommands
;
 

   
Document
 
doc
;
 

   
Command
*
 
command
;
 

public
:

   
void
 
Insert
(
 
int
 
line
,
 
string
 
str
 
)

   
{

      
command
 
=
 
new
 
InsertCommand
(
 
line
,
 
str
 
);
 

      
command
->
setDocument
(
 
&
doc
 
);
 

      
command
->
Execute
();
 

      
DoneCommands
.
push_back
(
 
command
 
);
 

   
}

   
void
 
Undo
()

   
{

      
if
(
 
DoneCommands
.
size
()
 
==
 
0
 
)

      
{

         
cout
 
<<
 
"There is nothing to undo!"
 
<<
 
endl
;
 

      
}

      
else

      
{

         
command
 
=
 
DoneCommands
.
back
();
 

         
DoneCommands
.
pop_back
();
 

         
command
->
unExecute
();

         
// Don't forget to delete command!!!

         
delete
 
command
;

      
}

   
}

   
void
 
Show
()
     

   
{

      
doc
.
Show
();
 

   
}

};

int
 
main
()

{

   
char
 
s
 
=
 
'1'
;
 

   
int
 
line
,
 
line_b
;
 

   
string
 
str
;
 

   
Invoker
 
inv
;
 

   
while
(
 
s
!=
 
'e'
 
)

   
{

      
cout
 
<<
 
"What to do: \n1.Add a line\n2.Undo last command"
 
<<
 
endl
;
 

      
cin
 
>>
 
s
;
 

      
switch
(
 
s
 
)

      
{

      
case
 
'1'
:

         
cout
 
<<
 
"What line to insert: "
;
 

         
cin
 
>>
 
line
;
 

         
--
line
;
 

         
cout
 
<<
 
"What to insert: "
;
 

         
cin
 
>>
 
str
;
 

         
inv
.
Insert
(
 
line
,
 
str
 
);
 

         
break
;
 

      
case
 
'2'
:

         
inv
.
Undo
();
 

         
break
;
 

      
}

      
cout
 
<<
 
"$$$DOCUMENT$$$"
 
<<
 
endl
;
 

      
inv
.
Show
();
 

      
cout
 
<<
 
"$$$DOCUMENT$$$"
 
<<
 
endl
;
 

   
}

}

```

### Пример наPython
```
from
 
abc
 
import
 
ABCMeta
,
 
abstractmethod

class
 
Troop
:

	
"""

	Receiver - объект военного отряда

	"""

	
def
 
move
(
self
,
 
direction
:
 
str
)
 
->
 
None
:

		
"""

		Начать движение в определенном направлении

		"""

		
print
(
'Отряд начал движение 
{}
'
.
format
(
direction
))

	
def
 
stop
(
self
)
 
->
 
None
:

		
"""

		Остановиться

		"""

		
print
(
'Отряд остановился'
)

class
 
Command
(
metaclass
=
ABCMeta
):

	
"""

	Базовый класс для всех команд

	"""

	
@abstractmethod

	
def
 
execute
(
self
)
 
->
 
None
:

		
"""

		Приступить к выполнению команды

		"""

		
pass

	
@abstractmethod

	
def
 
unexecute
(
self
)
 
->
 
None
:

		
"""

		Отменить выполнение команды

		"""

		
pass
	

class
 
AttackCommand
(
Command
):

	
"""

	Команда для выполнения атаки

	"""

	
def
 
__init__
(
self
,
 
troop
:
 
Troop
)
 
->
 
None
:

		
"""

		Constructor.

		:param troop: отряд, с которым ассоциируется команда

		"""

		
self
.
troop
 
=
 
troop

	
def
 
execute
(
self
)
 
->
 
None
:

		
self
.
troop
.
move
(
'вперед'
)

	
def
 
unexecute
(
self
)
 
->
 
None
:

		
self
.
troop
.
stop
()

class
 
RetreatCommand
(
Command
):

	
"""

	Команда для выполнения отступления

	"""

	
def
 
__init__
(
self
,
 
troop
:
 
Troop
)
 
->
 
None
:

		
"""

		Constructor.

		

		:param troop: отряд, с которым ассоциируется команда

		"""

		
self
.
troop
 
=
 
troop

	
def
 
execute
(
self
)
 
->
 
None
:

		
self
.
troop
.
move
(
'назад'
)

	
def
 
unexecute
(
self
)
 
->
 
None
:

		
self
.
troop
.
stop
()

class
 
TroopInterface
:

	
"""

	Invoker - интерфейс, через который можно отдать команды определенному отряду

	"""

	
def
 
__init__
(
self
,
 
attack
:
 
AttackCommand
,
 
retreat
:
 
RetreatCommand
)
 
->
 
None
:

		
"""

		Constructor.

		:param attack: команда для выполнения атаки

		:param retreat: команда для выполнения отступления

		"""

		
self
.
attack_command
 
=
 
attack

		
self
.
retreat_command
 
=
 
retreat

		
self
.
current_command
 
=
 
None
		
# команда, выполняющаяся в данный момент

	
def
 
attack
(
self
)
 
->
 
None
:

		
self
.
current_command
 
=
 
self
.
attack_command

		
self
.
attack_command
.
execute
()

	
def
 
retreat
(
self
)
 
->
 
None
:

		
self
.
current_command
 
=
 
self
.
retreat_command

		
self
.
retreat_command
.
execute
()

	
def
 
stop
(
self
)
 
->
 
None
:

		
if
 
self
.
current_command
:

			
self
.
current_command
.
unexecute
()

			
self
.
current_command
 
=
 
None

		
else
:

			
print
(
'Отряд не может остановиться, так как не двигается'
)

if
 
__name__
 
==
 
'__main__'
:

	
troop
 
=
 
Troop
()

	
interface
 
=
 
TroopInterface
(
AttackCommand
(
troop
),
 
RetreatCommand
(
troop
))

	
interface
.
attack
()

	
interface
.
stop
()

	
interface
.
retreat
()

	
interface
.
stop
()

```

### Пример наPHP5
```
<?php

 
/**

  * Абстрактый класс "команды"

  * @abstract

  */
  
  
abstract
 
class
 
Command

  
{

    
public
 
abstract
 
function
 
Execute
();

    
public
 
abstract
 
function
 
UnExecute
();

  
}

 
 
/**

  * Класс конкретной "команды"

  */
 
  
class
 
CalculatorCommand
 
extends
 
Command

  
{

   
/**

    * Текущая операция команды

    *

    * @var string

    */

    
public
 
$operator
;

   
/**

    * Текущий операнд

    *

    * @var mixed

    */
 
    
public
 
$operand
;

   
/**

    * Класс, для которого предназначена команда

    *

    * @var object of class Calculator

    */
 
    
public
 
$calculator
;

 
   
/**

    * Конструктор

    * 

    * @param object $calculator

    * @param string $operator

    * @param mixed $operand 

    */

    
public
 
function
 
__construct
(
$calculator
,
 
$operator
,
 
$operand
)

    
{

      
$this
->
calculator
 
=
 
$calculator
;

      
$this
->
operator
 
=
 
$operator
;

      
$this
->
operand
 
=
 
$operand
;

    
}

 
   
/**

    * Переопределенная функция parent::Execute()

    */
 
    
public
 
function
 
Execute
()

    
{

      
$this
->
calculator
->
Operation
(
$this
->
operator
,
 
$this
->
operand
);

    
}

 
   
/**

    * Переопределенная функция parent::UnExecute()

    */
 
    
public
 
function
 
UnExecute
()

    
{

      
$this
->
calculator
->
Operation
(
$this
->
Undo
(
$this
->
operator
),
 
$this
->
operand
);

    
}

 
   
/**

    * Какое действие нужно отменить?

    *

    * @private

    * @param string $operator

    * @return string

    */

    
private
 
function
 
Undo
(
$operator
)

    
{

      
//каждому произведенному действию найти обратное

      
switch
(
$operator
)

      
{

        
case
 
'+'
:
 
$undo
 
=
 
'-'
;
 
break
;

        
case
 
'-'
:
 
$undo
 
=
 
'+'
;
 
break
;

        
case
 
'*'
:
 
$undo
 
=
 
'/'
;
 
break
;

        
case
 
'/'
:
 
$undo
 
=
 
'*'
;
 
break
;

        
default
 
:
 
$undo
 
=
 
' '
;
 
break
;

      
}

      
return
 
$undo
;

    
}

  
}

 
 
/**

  * Класс получатель и исполнитель "команд"

  */

  
class
 
Calculator

  
{

   
/**

    * Текущий результат выполнения команд

    *

    * @private

    * @var int

    */
 
    
private
 
$curr
 
=
 
0
;

 
    
public
 
function
 
Operation
(
$operator
,
$operand
)

    
{

      
//выбрать оператора для вычисления результата

      
switch
(
$operator
)

      
{

        
case
 
'+'
:
 
$this
->
curr
+=
$operand
;
 
break
;

        
case
 
'-'
:
 
$this
->
curr
-=
$operand
;
 
break
;

        
case
 
'*'
:
 
$this
->
curr
*=
$operand
;
 
break
;

        
case
 
'/'
:
 
$this
->
curr
/=
$operand
;
 
break
;

      
}

      
print
(
"Текущий результат = 
$this->curr
 (после выполнения 
$operator
 c 
$operand
)"
);

    
}

  
}

 
 
/**

  * Класс, вызывающий команды

  */

  
class
 
User
 
  
{

   
/**

    * Этот класс будет получать команды на исполнение

    *

    * @private

    * @var object of class Calculator

    */

    
private
 
$calculator
;

   
/**

    * Массив операций

    *

    * @private

    * @var array

    */
 
    
private
 
$commands
 
=
 
array
();

   
/**

    * Текущая команда в массиве операций

    *

    * @private

    * @var int

    */
 
    
private
 
$current
 
=
 
0
;

 	
    
public
 
function
 
__construct
()

    
{

        
//создать экземпляр класса, который будет исполнять команды

    	
$this
->
calculator
 
=
 
new
 
Calculator
();

    
}

    
   
/**

    * Функция возврата отмененных команд

    *

    * @param int $levels количество возвращаемых операций

    */

    
public
 
function
 
Redo
(
$levels
)

    
{

      
print
(
"
\n
---- Повторить 
$levels
 операций "
);

 
      
// Делаем возврат операций

      
for
 
(
$i
 
=
 
0
;
 
$i
 
<
 
$levels
;
 
$i
++
)

        
if
 
(
$this
->
current
 
<
 
count
(
$this
->
commands
)
 
-
 
1
)

          
$this
->
commands
[
$this
->
current
++
]
->
Execute
();

    
}

 
   
/**

    * Функция отмены команд

    *

    * @param int $levels количество отменяемых операций

    */

    
public
 
function
 
Undo
(
$levels
)

    
{

      
print
(
"
\n
---- Отменить 
$levels
 операций "
);

 
      
// Делаем отмену операций

      
for
 
(
$i
 
=
 
0
;
 
$i
 
<
 
$levels
;
 
$i
++
)

        
if
 
(
$this
->
current
 
>
 
0
)

          
$this
->
commands
[
--
$this
->
current
]
->
UnExecute
();

    
}

 
   
/**

    * Функция выполнения команд

    *

    * @param string $operator

    * @param mixed $operand

    */

    
public
 
function
 
Compute
(
$operator
,
 
$operand
)

    
{

      
// Создаем команду операции и выполняем её

      
$command
 
=
 
new
 
CalculatorCommand
(
$this
->
calculator
,
 
$operator
,
 
$operand
);

      
$command
->
Execute
();

 
      
// Добавляем операцию к массиву операций и увеличиваем счетчик текущей операции

      
$this
->
commands
[]
=
$command
;

      
$this
->
current
++
;

    
}

  
}

      
$user
 
=
 
new
 
User
();

      
// Произвольные команды

      
$user
->
Compute
(
'+'
,
 
100
);

      
$user
->
Compute
(
'-'
,
 
50
);

      
$user
->
Compute
(
'*'
,
 
10
);

      
$user
->
Compute
(
'/'
,
 
2
);

 
      
// Отменяем 4 команды

      
$user
->
Undo
(
4
);

 
      
// Вернём 3 отменённые команды.

      
$user
->
Redo
(
3
);

```

### Пример наJava
Для того чтобы реализовать соответствие названий операций к действию, операции над лампой (switch on, switch off)  вынесены в инстанс классов SwitchOnCommand и SwitchOffCommand, оба класса реализуют интерфейс Command.
```
import
 
java.util.HashMap
;

/** The Command interface */

interface
 
Command
 
{

    
void
 
execute
();

}

/** The Invoker class */

class
 
Switch
 
{

    
private
 
final
 
HashMap
<
String
,
 
Command
>
 
commandMap
 
=
 
new
 
HashMap
<>
();

    

    
public
 
void
 
register
(
String
 
commandName
,
 
Command
 
command
)
 
{

        
commandMap
.
put
(
commandName
,
 
command
);

    
}

    

    
public
 
void
 
execute
(
String
 
commandName
)
 
{

        
Command
 
command
 
=
 
commandMap
.
get
(
commandName
);

        
if
 
(
command
 
==
 
null
)
 
{

            
throw
 
new
 
IllegalStateException
(
"no command registered for "
 
+
 
commandName
);

        
}

        
command
.
execute
();

    
}

}

/** The Receiver class */

class
 
Light
 
{

    
public
 
void
 
turnOn
()
 
{

        
System
.
out
.
println
(
"The light is on"
);

    
}

    
public
 
void
 
turnOff
()
 
{

        
System
.
out
.
println
(
"The light is off"
);

    
}

}

/** The Command for turning on the light - ConcreteCommand #1 */

class
 
SwitchOnCommand
 
implements
 
Command
 
{

    
private
 
final
 
Light
 
light
;

    
public
 
SwitchOnCommand
(
Light
 
light
)
 
{

        
this
.
light
 
=
 
light
;

    
}

    
@Override
 
// Command

    
public
 
void
 
execute
()
 
{

        
light
.
turnOn
();

    
}

}

/** The Command for turning off the light - ConcreteCommand #2 */

class
 
SwitchOffCommand
 
implements
 
Command
 
{

    
private
 
final
 
Light
 
light
;

    
public
 
SwitchOffCommand
(
Light
 
light
)
 
{

        
this
.
light
 
=
 
light
;

    
}

    
@Override
 
// Command

    
public
 
void
 
execute
()
 
{

        
light
.
turnOff
();

    
}

}

public
 
class
 
CommandDemo
 
{

    
public
 
static
 
void
 
main
(
final
 
String
[]
 
arguments
)
 
{

        
Light
 
lamp
 
=
 
new
 
Light
();

        
Command
 
switchOn
 
=
 
new
 
SwitchOnCommand
(
lamp
);

        
Command
 
switchOff
 
=
 
new
 
SwitchOffCommand
(
lamp
);

        
Switch
 
mySwitch
 
=
 
new
 
Switch
();

        
mySwitch
.
register
(
"on"
,
 
switchOn
);

        
mySwitch
.
register
(
"off"
,
 
switchOff
);

        
mySwitch
.
execute
(
"on"
);

        
mySwitch
.
execute
(
"off"
);

    
}

}

```

#### С использованием функционального интерфейса
Начиная с Java 8, не требуется обязательно создавать классы SwitchOnCommand и SwitchOffCommand вместо этого мы можем использовать оператор :: как показано в следующем примере
```
public
 
class
 
CommandDemo
 
{

    
public
 
static
 
void
 
main
(
final
 
String
[]
 
arguments
)
 
{

        
Light
 
lamp
 
=
 
new
 
Light
();

        
Command
 
switchOn
 
=
 
lamp
::
turnOn
;

        
Command
 
switchOff
 
=
 
lamp
::
turnOff
;

        
Switch
 
mySwitch
 
=
 
new
 
Switch
();

        
mySwitch
.
register
(
"on"
,
 
switchOn
);

        
mySwitch
.
register
(
"off"
,
 
switchOff
);

        
mySwitch
.
execute
(
"on"
);

        
mySwitch
.
execute
(
"off"
);

    
}

}

```

### Пример наSwift 5
```
protocol Command {
    func execute()
}

// Invoker
class Switch {
    
    var status: String?
    var action: Command?
    
    func register(_ command: Command) {
        self.action = command
    }
    
    func execute() {
        self.action?.execute()
    }
    
}

// Receiver
class Light {
    
    func turnOn() {
        print("The light is ON")
    }
    
    func turnOff() {
        print("The light is OFF")
    }
    
}

class SwitchOnCommand: Command {
    
    private var light: Light
    
    init(_ light: Light) {
        self.light = light
    }
    
    func execute() {
        light.turnOn()
    }
    
}

class SwitchOffCommand: Command {
    
    private var light: Light
    
    init(_ light: Light) {
        self.light = light
    }
    
    func execute() {
        light.turnOff()
    }
    
}

// USE
let invoker = Switch()
let reciver = Light()
        
let commaneNO = SwitchOnCommand(Light())
invoker.register(commaneNO)
invoker.execute()

let commandOff = SwitchOffCommand(Light())
invoker.register(commaneNO)
invoker.execute()
```

### Пример наRuby
```
module
 
EngineCommands

    
# Abstract class 'Command'

    
class
 
Command

        
def
 
execute

        
end

    
end

    
# Receiver

    
class
 
Engine

        
attr_reader
 
:state

        
def
 
initialize
 
rpm

            
@state
,
 
@rpm
 
=
 
false
,
 
rpm
 
if
 
rpm
.
is_a?
 
Integer

        
end

        
def
 
turnOn
;
 
@state
 
=
 
true
;
 
end

        
def
 
turnOff
;
 
@state
 
=
 
false
;
 
end

    
end

    
# ConcreteCommand1

    
class
 
CommandTurnOn
 
<
 
Command

        
def
 
initialize
 
engine

            
@engine
 
=
 
engine
 
if
 
engine
.
is_a?
 
Engine

        
end

        
def
 
execute

            
@engine
.
turnOn

        
end

    
end

    
# ConcreteCommand2

    
class
 
CommandTurnOff
 
<
 
Command

        
def
 
initialize
 
engine

            
@engine
 
=
 
engine
 
if
 
engine
.
is_a?
 
Engine

        
end

        
def
 
execute

            
@engine
.
turnOff

        
end

    
end

    
# Invoker

    
class
 
Invoker

        
def
 
initialize

            
@commands
 
=
 
Hash
.
new

        
end

        
def
 
registerCommand
 
commandName
,
 
command

            
@commands
[
commandName
]
 
=
 
command
 
if
 
command
.
is_a?
 
Command
 
and
 
@commands
[
commandName
].
is_a?
 
NilClass

        
end

        
def
 
executeCommand
 
commandName

            
@command
 
=
 
@commands
[
commandName
]

            
unless
 
@command
.
is_a?
 
NilClass

                
@command
.
execute

            
else

                
raise
 
TypeError
.
new

            
end

        
end

    
end

end

# Client

module
 
Client

    
include
 
EngineCommands

    
invoker
 
=
 
Invoker
.
new

    
engine
 
=
 
Engine
.
new
(
250
)

    
commandTurnOn
 
=
 
CommandTurnOn
.
new
(
engine
)

    
commandTurnOff
 
=
 
CommandTurnOff
.
new
(
engine
)

    
invoker
.
registerCommand
 
"turnOn"
,
 
commandTurnOn

    
invoker
.
registerCommand
 
"turnOff"
,
 
commandTurnOff

    
puts
 
"
\t
   Engine State before using command's: 
#{
 
engine
.
state
 
}
                                "
 
# => Engine State before using command's: false

    
puts
 
"
\t
   Engine State after using command 'turnOn': 
#{
 
invoker
.
executeCommand
 
"turnOn"
 
}
       "
 
# => Engine State after using command 'turnOn': true

    
puts
 
"
\t
   Engine State after use command 'turnOff': 
#{
 
invoker
.
executeCommand
 
"turnOff"
  
}
      "
 
# => Engine State after use command 'turnOff': false

end

```